# Onthophagus malevolus
Onthophagus malevolus là một loài bọ cánh cứng trong họ Bọ hung (Scarabaeidae).